# Catherine Scorsese
Catherine Scorsese, nata Catherine Cappa (New York, 16 aprile 1912 – New York, 6 gennaio 1997), è stata un'attrice statunitense, di origini italiane, madre del regista Martin Scorsese.

## Biografia
Catherine Cappa nacque a New York. Suo padre, Martin Cappa, lavorava nello spettacolo, mentre sua madre Domenica lavorava in una bottega. Sposata con l'attore Luciano Charles Scorsese dal 1933 fino alla di lui morte, avvenuta nel 1993.
Catherine Scorsese iniziò a recitare nel cortometraggio del figlio Martin Non sei proprio tu, Murray, interpretando la madre di uno dei protagonisti o talvolta anche dei personaggi secondari. Scrisse anche un libro, Italianamerica: The Scorsese Family Cookbook. I suoi ruoli più noti sono quelli della madre di Tommy DeVito in Quei bravi ragazzi e quella di Artie Piscano in Casinò, entrambi del figlio.
Morì il 6 gennaio 1997, a 84 anni, a causa della malattia di Alzheimer.

## Filmografia
- Non sei proprio tu, Murray! (It's Not Just You, Murray!) (1964)
- Chi sta bussando alla mia porta (Who's That Knocking at My Door) (1967)
- Mean Streets - Domenica in chiesa, lunedì all'inferno (Mean Streets) (1973)
- Italoamericani (Italianamerican) (1974)
- Re per una notte (The King of Comedy) (1983)
- Soldi facili (Easy Money) (1983)
- Stregata dalla luna (Moonstruck) (1987)
- Quei bravi ragazzi (Goodfellas), regia di Martin Scorsese (1990)
- Il padrino - Parte III (The Godfather Part III) (1990)
- Cape Fear - Il promontorio della paura (Cape Fear) (1991)
- L'età dell'innocenza (The Age of Innocence) (1993)
- Men Lie (1994)
- Casinò (Casino) (1995)